# Les Films Lutétia
Les Films Lutétia est une société de production et de distribution de films, active de la fin des années 1930 au début des années 1960.

## Filmographie

### Production déléguée
- 1939 : La Bièvre, fille perdue de René Clément
- 1946 : Nous ne sommes pas mariés de Bernard Roland
- 1946 : Le Gardian de Jean de Marguenat
- 1946 : Madame et son flirt de Jean de Marguenat
- 1947 : Le Château de la dernière chance de Jean-Paul Paulin
- 1949 : Zone frontière de Jean Gourguet
- 1949 : Ma tante d'Honfleur de René Jayet
- 1949 : Les Orphelins de Saint-Vaast de Jean Gourguet
- 1951 : Trafic sur les dunes de Jean Gourguet
- 1952 : Adieu Paris de Claude Heymann
- 1953 : Cet homme est dangereux de Jean Sacha
- 1954 : Le Feu dans la peau de Marcel Blistène
- 1954 : Crime au concert Mayol de Pierre Méré
- 1955 : Cette sacrée gamine de Michel Boisrond
- 1955 : Gueule d'ange de Marcel Blistène
- 1955 : Impasse des vertus de Pierre Méré
- 1959 : La Nuit des traqués de Bernard Roland
- 1960 : Le Bal des espions de Michel Clément et Umberto Scarpelli

### Distribution France
- 1946 : Le Gardian de Jean de Marguenat
- 1947 : Le Château de la dernière chance de Jean-Paul Paulin
- 1949 : Ma tante d'Honfleur de René Jayet

## L'arrêt Lutétia
Le maire de Nice interdit dans sa ville la projection du film Le Feu dans la peau de Marcel Blistène, produit par Les Films Lutétia, à cause du "caractère immoral du film". Cette société et le Syndicat français des producteurs et exportateurs de films font appel auprès du Conseil d'État, mais celui rejette leur demande au titre que ce caractère immoral n'est pas contesté et que le maire dispose d'un pouvoir de police suffisant,.